# 야훼문서
- J: 야훼문서(기원전 10-9세기)[1][2]
- E: 엘로힘 문서 (기원전 9세기)[1]
- Dtr1: 초기 신명기 역사 문서 (기원전 7세기)
- Dtr2: 후기 신명기 역사 문서 (기원전 6세기)
- P*: 제사장 문서 (기원전 6-5세기)[3][2]
- D†: 신명기 문서
- R: 편집자
- DH: 신명기 역사서 (여호수아기, 판관기, 사무엘서, 열왕기)

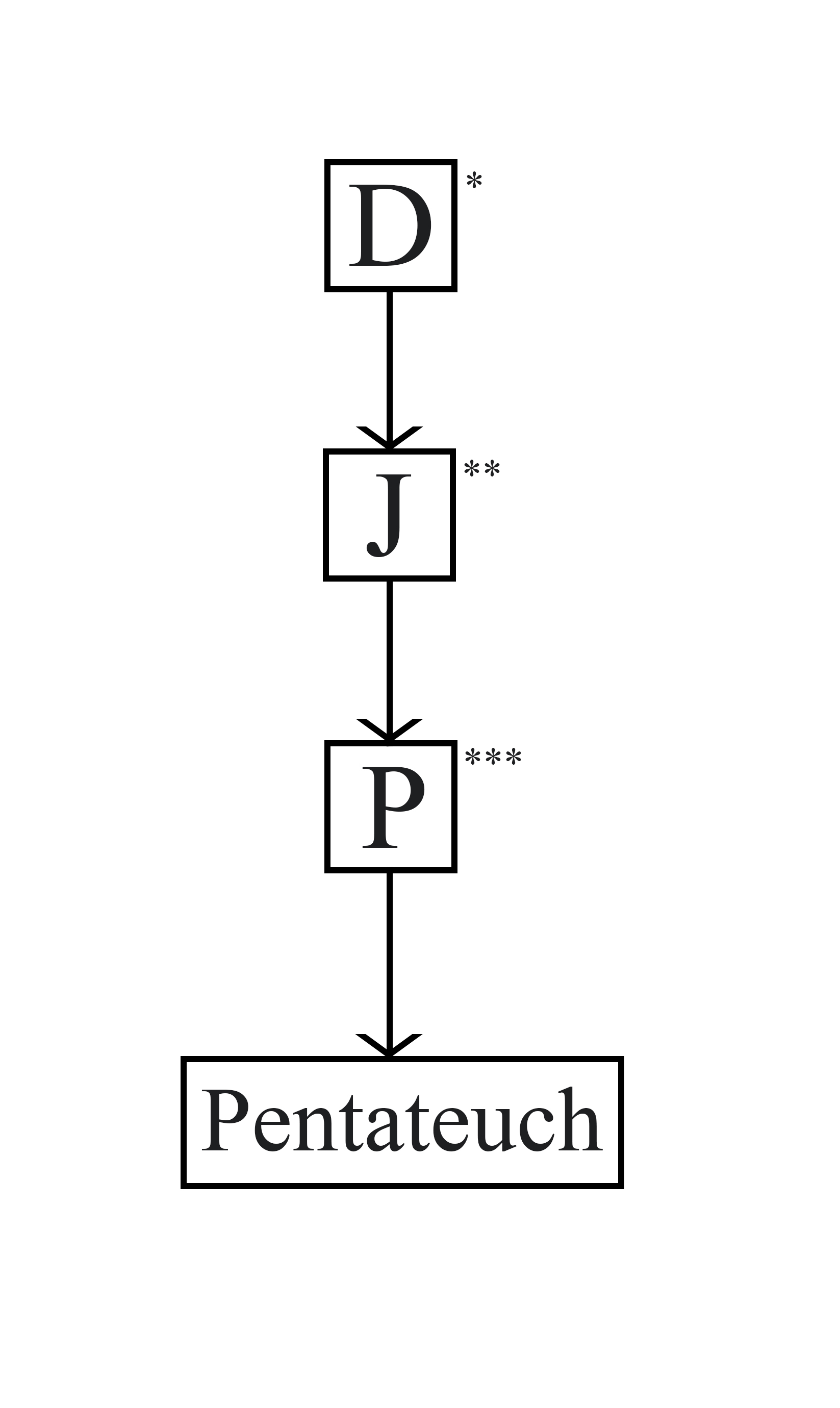
토라의 형성에 대한 가장 보편적인 모델인 보충설의 도식. 야훼문서는 J로 표기되었다.

20세기 문서설의 도식

야훼문서(Jahwist, Yahwist; J 문서)는 신명기 문서, 제사장 문서와 함께 모세오경의 출처로 널리 인정되는 문서 중 하나이다. 야훼문서의 실존여부에 대해서는 아직 논란이 되고 있는데, 심지어 유럽의 학자들 중 다수는 이 문서가 독립적인 문서로 존재한 적이 없다고 주장하고 있다. 그럼에도 불구하고 대부분의 학자들은 이 문서가 존재했을 것이라고 보며, 구성 연대는 바빌론 유수기(기원전 597-539년)이나 그 이후일 것으로 추정한다. 야훼문서의 이름은 하나님의 이름으로 야훼(영어: Yahweh, 독일어: Jahwe, 히브리어: יהוה)라는 단어를 사용하고 있다는 문서의 특징에서 기인하였다.

## 배경
현대의 성서비평학자들은 모세오경을 여러개의 출처로 구분하는 것에 동의했지만, 각 출처가 본문 내에서 어떻게 사용되었는지에 대한 합의는 난항을 겪고 있다. 문서설이 20세기의 대부분을 지배한 가설이라지만, 이 가설에 대한 동의는 최근에 와서 깨지기 시작했다. 문서설의 지지자들은 개정자들에게 큰 역할을 부여하는 경향이 있는데, 문서설을 비판하는 사람들은 이 개정자들이 단순히 문서들을 조합한 것으로 볼 수 없을정도로 많은 본문들을 첨가했다고 주장한다.
문서설의 단순한 형태는 문서설 지지자들에게도 비판을 받아왔다. 이 사람들은 J문서와 E문서가 과거에 JE문서로 합쳐져 더 이상 구분할 수 없게 되었거나, E문서가 J문서의 일부로 존재했다고 주장했고, 결국 문서설이 정정되었다.

## 특징
J문서에서 야훼는 인간의 모습으로 등장하고(창 3:8; 11:5; 17:7), 정신적으로도 의인화되어 등장한다. 정신적 의인화의 사례로 첫째는 아브라함과 소돔과 고모라에 대해 협상하는 모습이며, 둘째는 출애굽시 이스라엘 민족의 믿음이 약하므로 모세의 자손을 세우시겠다고 하셨다가 '뜻을 돌이키사 말씀하신 화를 그 백성에게서 돌이킨' 사건이다.
J 문서는 특별히 유다 왕국의 입장에서 쓰여졌음을 알 수 있는데, 이웃이자 적국인 에돔, 예루살렘 등 유다의 도시, 다윗 가문의 정통성 등에 대한 서술에서 특히 그렇다. 또 다른 이스라엘의 지파들에 대해 특별히 비판적인 태도를 취하는데, 이스라엘 왕국의 수도인 세겜이 원주민들을 대량학살한 결과로 얻어졌다고 주장하는 부분(창세기 34장)이 바로 그러한 부분이다.
마이클 D. 코간(Michael D. Coogan)은 J문서가 세개의 주제를 반복적으로 취하고 있다고 주장하는데, 다음이 그것들이다.

### 인간과 땅의 관계
J문서의 독특한 점은 인간과 땅 사이의 관계를 강조한다는 것이다. 이 주제는 창세기 2장 4절에서 3장 24절 사이에 등장하는데, 첫 번째 인간이 흙(히브리어로 아다마)에서 취해졌으므로 아담이라 불리게 된다. 처음에 인간은 땅과 조화롭게 지냈는데, 선악과를 먹은 이후에 이 관계가 파탄나게 된다. 창세기 3장 17-19절에서 땅은 저주를 받게 되어 인간은 힘써 일해야만 그 소산을 먹을 수 있게 되고, 인간은 죽어 땅과 다시 조화를 이루는 상태로 돌아가게 된다. 이 주제는 카인과 아벨 이야기에서도 등장하는데, 창세기 4장 11절에서 카인은 살인 후에 땅으로부터 저주를 받게된다. 창세기 5장 29절에서 노아는 인간과 땅의 관계를 회복시키리라는 어른들의 기대를 받았는데, 후에 창세기 9장 20절에서 농군(공동번역, a man of soil)이라고도 묘사된다. 그러나 노아가 술취한 모습은 여전히 땅이 저주를 받아 인간과 땅의 관계가 여전히 저주받은 상태로 놓여있음을 암시하고 있다. J 문서는 이 외에도 여러 부분에서 반복적으로 인간의 타락과 땅의 관계를 보여주고 있다.

### 신성과 인성의 구분
J문서에서 반복적으로 등장하는 또 하나의 주제는 신성과 인성의 구분이다. 창세기 3장 22절에서 기록되듯 인간은 금단의 열매를 먹음으로써 하나님의 속성을 가지게 되니, 생명나무열매까지 따먹어 영생하지 못하도록 에덴 동산에서 쫓겨나게 된다. 이 주제는 창세기 6장 1-4절에서도 등장하는데, 하나님의 아들들과 사람의 딸들이 결혼하자 그들의 자손의 수명을 백이십년으로 제한하게 된다. 마지막으로 이 주제는 창세기 11장 1-9절에서 등장하는데, 인간들이 하늘에 닿고자 바벨탑을 세우려고 하자 그들의 언어를 다르게하고 땅 위에 흩어버린다.

### 인간 타락의 과정
J문서의 세번째 주제는 인간이 계속 타락해나가는 것이다. 하나님은 세상이 보기에 "참 좋게" 창조하였는데, 모든 생물이 풀을 먹고 서로를 해치지 않았다. 하지만 하와가 불순종을 저지르고, 카인이 아벨을 살해하며, 인간의 죄악이 세상에 가득차 대홍수로 이를 쓸어버리게 된다. 타락은 대홍수 이후에도 멈추지 않았으나, 하나님께서는 흠이 있는 이 세계를 용납하였다.

## 연대
고전적인 문서설의 주장자인 19세기 독일의 학자인 율리우스 벨하우젠은 J문서의 연대를 이스라엘의 왕정기로 모호하게 추정하였다. 1938년 게르하르트 폰 라트는 J문서를 솔로몬의 시대인 기원전 950년경으로 추정하였는데, 이 문서의 설립 의도는 솔로몬의 부왕인 다윗에 의해 세워진 통일왕국을 정당화하기 위한 것이었다고 주장한다. 이 주장은 한스 하인리히 슈미트(Hans Heinrich Schmid)의 연구논문인 《야훼문서라고 하는 것 (Der sogenannte Jahwist)》(1976)에서 J 문서가 8세기와 7세기에 쓰여진 예언서들에 대한 지식을 가지고 있으므로 7세기 이후에 쓰여졌을 것이라고 주장한다. 현재 대부분의 이론은 J 문서의 연대를 더 늦춰 바빌론 유수기나 그 이후(기원전 6-5세기)로 추정한다.

## 모세오경에서
다음은 학계에서 인정하는 성경의 기록 중 J 문서를 출처로 가진다고 여겨지는 내용들이다.

### 창세기
야훼문서는 창세기 2장 4절의 창조 이야기에서 시작한다 (창세기 1장은 P 문서에서 기인했다고 본다). 이 이야기는 에덴동산 이야기, 카인과 아벨, 카인의 후손 (아담의 후손은 P 문서로 간주한다), 대홍수 (P 문서와 섞여있다고 간주한다), 노아의 후손과 바벨탑 이야기로 이어진다. 아브라함 이전의 이 첫 열한장을 두고 원역사라고도 부르는데, J 문서와 P 문서가 비슷한 분량으로 기여한 것으로 보인다. 야훼문서는 나머지 창세기의 큰 부분을 기여했는데, 아브라함, 이사악, 야곱, 요셉의 이야기가 바로 그것이다.

### 출애굽기
성서비평학자들은 출애굽기의 얼마만큼이 J와 E의 기여를 받았는지에 대해 논쟁중인데, E 문서로 보이는 출애굽기 3장에서도 하나님을 야훼라고 부르고 있다. J 문서는 출애굽기 1-5장의 큰 부분을 차지하는 것으로 보이는데, E 문서와 매우 복잡하게 얽혀있는 것으로 보인다. 따라서 창세기 1-15장에서 어디까지가 J 문서이고, E 문서인지 구분하는 것은 매우 어려운 일이지만, P 문서에서 온 부분은 굉장히 쉽게 구분된다.
J 문서는 바위에서 물이 나오게 한 기적과 만나를 이스라엘 민족에게 내려준것에 대한 고유한 증언을 담고 있다. 이후 출애굽기에서 등장하는 J 문서의 기사는 의식법 십계명이 전부로, 법률에 크게 초점을 두고있지는 않다.

### 레위기
정말 대부분의 학자들은 레위기의 거의 대부분이 P 문서에서 왔다고 생각한다.

### 민수기
J 문서는 민수기 10장-14장으로 시작한다. 여기서 이스라엘 민족은 시나이반도를 떠나 정탐꾼들을 가나안에 파견한 후 약속의 땅에 들어가기를 거부하게 되는데, 야훼는 여기에 분노하여 이 민족이 다음 40년동안 광야를 떠돌게 될 것이라고 선언한다. J 문서는 민수기 16장에서  다단과 아비람의 반역 기사로 이어지는데, P 문서의 내용인 고라의 반란 기사와 조합되어 쓰여져 있다. 이 외에도 21장에서 24장까지의 내용 중 놋 뱀, 발람의 이야기(프리드만은 이를 E 문서로 간주한다)를 거쳐 바알브올의 사건의 첫번째 구절까지가 J 문서의 내용이라는 데에 대부분의 학자들이 동의한다.

### 신명기
신명기의 대부분은 요시야의 개혁기에 쓰여졌다는 것이 학계의 입장이다. 그러나 신명기 문서가 모세오경의 일부로 편입될 때 모세의 사망 기사가 민수기 끝부분에서 신명기로 넘겨졌을 것이다. 따라서 모세의 죽음에 대한 신명기의 이야기들 중 하나가 J 문서를 출처로 가질 것이라는 주장이 존재한다.

## 같이 보기
- 엘로힘 문서
- 신명기 문서
- 제사장 문서

## 참고 자료
- Baden, Joel S (2009). 《J, E, and the redaction of the Pentateuch》. Mohr Siebeck. ISBN 9783161499302.
- Blenkinsopp, Joseph (2004). 《Treasures old and new: essays in the theology of the Pentateuch》. Eerdmans. ISBN 9780802826794.
- Campbell, Antony F; O'Brien, Mark A (1993). 《Sources of the Pentateuch: texts, introductions, annotations》. Fortress Press. ISBN 9781451413670.
- Coogan, Michael D (2009). 《A Brief Introduction to the Old Testament》. Oxford University Press.
- Dozeman, Thomas B; Schmid, Konrad (2006). 《A Farewell to the Yahwist?》. SBL. ISBN 9781589831636.
- Friedman, Richard Elliott (1987). 《Who Wrote the Bible?》. Harper San Francisco. ISBN 0060630353.
- Gilbert, Christopher (2009). 《A Complete Introduction to the Bible》. Paulist Press. ISBN 9780809145522.
- Gmirkin, Russell (2006). 《Berossus and Genesis, Manetho and Exodus》. Bloomsbury. ISBN 978-0-567-13439-4.
- Gooder, Paula (2000). 《The Pentateuch: a story of beginnings》. T&T Clark. ISBN 9780567084187.
- Kugler, Robert; Hartin, Patrick (2009). 《An Introduction to the Bible》. Eerdmans. ISBN 9780802846365.
- Mansfield, Clarimond (1922). 《The book of Yahweh (the Yahwist Bible) : fragments from the primitive document in seven early books of the Old Testament, by an unknown genius of the ninth century, B.C.》. Boston:Cornhill Publishing Company.
- Murphy, Todd J (2003). 《Pocket dictionary for the study of biblical Hebrew》. Intervarsity Press. ISBN 9780830814589.
- Römer, Thomas (2006). 〈The Elusive Yahwist: A Short History of Research〉.   Thomas B. Dozeman, Konrad Schmid. 《A Farewell to the Yahwist?》. SBL. ISBN 9781589831636.
- Van Seters, John (1998). 〈The Pentateuch〉.   Steven L. McKenzie, Matt Patrick Graham. 《The Hebrew Bible today: an introduction to critical issues》. Westminster John Knox Press. ISBN 9780664256524.
- Viviano, Pauline A. (1999). 〈Source Criticism〉.   Haynes, Stephen R.; McKenzie, Steven L. 《To Each Its Own Meaning: An Introduction to Biblical Criticisms and Their Application》. Westminster John Knox. ISBN 978-0-664-25784-2.